# James e Lukas Rodriguez
James e Lukas Rodriguez são irmãos gêmeos idênticos norte-americanos mais conhecidos por interpretar o filho mais novo na série Malcolm in the Middle, Jamies. Eles aparecerem na série anos mais tarde de a mesma ter começado (só quando Jamies começa a andar). Ao longo da série eles só tiveram duas falas. A primeira foi "Shut Up!" referindo-se à mãe Lois, e a outra quando Francis (o irmão mais velho) apareceu em casa, onde eles gritaram animadamente "Francis!".
Em 2009 os gêmeos voltaram a aparecer na TV em um episódio de Without a Trace.